# Valley Metro Rail
Valley Metro Rail ist die Stadtbahn (Light Rail) der US-amerikanischen Millionenstadt Phoenix im Bundesstaat Arizona. Das normalspurige System hat eine Streckenlänge von 54 Kilometern. Drei zweigleisige Streckenäste führen vom Stadtzentrum aus in den Süden und den Norden der Stadt sowie in Richtung Osten in die Nachbarstädte Tempe und Mesa. Im Stadtzentrum führen die Richtungsgleise jeweils durch unterschiedliche, parallele Einbahnstraßen.

## Geschichte
Die Stadtbahn ging am 27. Dezember 2008 mit einer unverzweigten Strecke von 32 Kilometern Länge in Betrieb. Sie begann bei 19th Avenue/Montebello und führte bis nach Mesa. Im Sommer 2015 wurde eine Verlängerung eröffnet, die auf der Main Street bis ins Stadtzentrum von Mesa führt. In den Jahren 2016, 2019 und 2024 folgte jeweils eine Verlängerung, sodass inzwischen die Station Metro Parkway im Norden und Gilbert Road/Main Street in Mesa erreicht werden. Am 7. Juni 2025 kam ein 7,7 Kilometer langer Südast zur Endhaltestelle Baseline Road/Central Avenue hinzu. Seitdem verkehren auf dem Netz zwei Linien. Die Linie A bedient den Ostast nach Mesa, die Linie B den Nord- und den Südast. Eine Strecke vom Phoenixer Stadtzentrum nach Westen befindet sich im Bau.

## Fahrzeuge

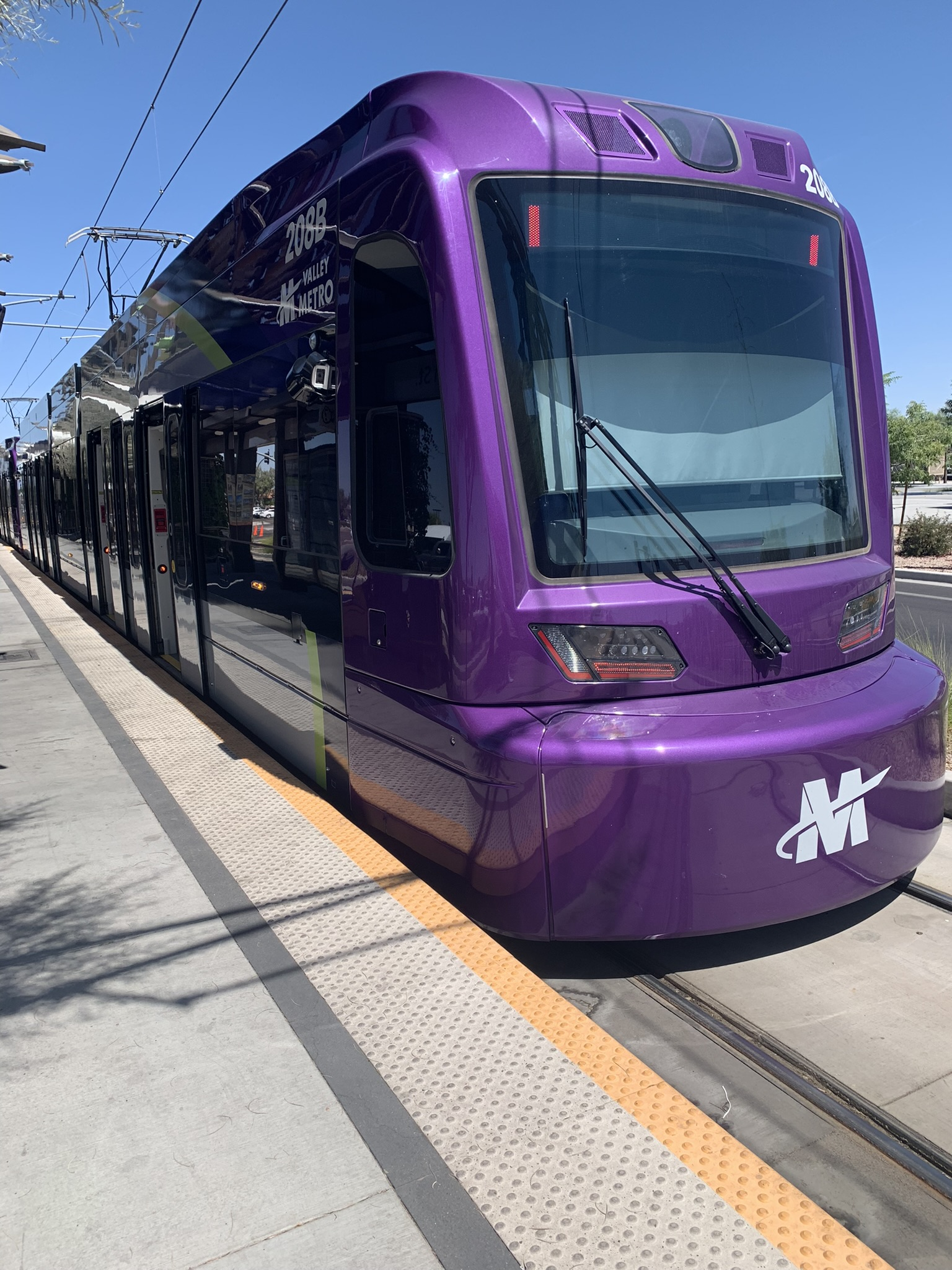
Siemens S700 im neuen Corporate Design

Zur Eröffnung lieferte der japanische Hersteller Kinki Sharyo 50 dreiteilige Niederflurwagen. Beide angetriebenen zweiachsigen Endwagen stützen sich bei diesem Typ auf dem zweiachsigen Mittelwagen ab. Sie bieten auf 27,7 Metern Länge und 2,65 Metern Breite bei 46,3 Tonnen Leergewicht 66 Sitzplätze, vier Rollstuhlplätze und vier Fahrradabstellmöglichkeiten. Sie sind Zweirichtungsfahrzeuge und können in Dreifachtraktion gekuppelt werden, üblicherweise werden sie bei der VMR jedoch nur in Doppeltraktion gefahren. Sie haben eine hydraulische Federung, die es ermöglicht, an Bahnsteigen den Wagenkasten für den Zugang von mobilitätseingeschränkten Fahrgästen abzusenken. Als minimaler Kurvenradius reichen 25 Meter, die Motorleistung beider Maschinen von Elin EBG beträgt zusammen 280 Kilowatt, was eine Höchstgeschwindigkeit von 90 km/h ermöglicht. Die Züge sind voll klimatisiert und haben moderne LED-Fahrgastinformationsanzeigen.
Für die Streckenverlängerungen wurden 25 ebenfalls dreiteilige S700 bei Siemens beschafft.

## Tempe Streetcar
Im Mai 2022 wurde der schienengebundene Nahverkehr in der Region durch die Straßenbahn Tempe ergänzt. Die rund fünf Kilometer lange Strecke mit 14 Haltestellen wird von sechs Liberty-Straßenbahnwagen von Brookville abschnittsweise ohne Oberleitung betrieben. An zwei Haltestellen besteht ein Übergang zur Stadtbahn.